# Московский декамерон
«Моско́вский декамеро́н» — российский телевизионный восьмисерийный телефильм Станислава Митина. Премьера телефильма состоялась 16 сентября 2011 года на фестивале Киношок.

## Сюжет
Вадим Красюк, знаменитый в прошлом киноартист, получает приглашение встретить Новый год в дорогом загородном отеле. Вадим отправляется туда со своими друзьями — костюмером Игорем и чиновником Вячеславом. Друзья теряются в догадках: кто же этот щедрый незнакомец (или незнакомка), который не только оплатил номер люкс, но ещё и подарил костюм от Армани?
В отеле, кроме Вадима и его друзей, находятся известный кинорежиссёр с женой и ассистенткой, четыре женщины, желающие отомстить костюмеру Игорю, прежняя возлюбленная Вячеслава, а также хозяйка отеля и администраторша.
Неожиданно гаснет свет. Чтобы как-то скоротать время до Нового года, гости начинают рассказывать истории из своей жизни. И тут выясняется, что все присутствующие так или иначе связаны между собой. Запутанный узел отношений, кажется, не будет распутан никогда. Но, как известно, в новогоднюю ночь распутываются и не такие тугие узлы. В конце концов, торжествуют любовь и верность, доброта и вера.

## В ролях
| Актёр                        | Роль                 |
| ---------------------------- | -------------------- |
| Юрий Тарасов                 | Вадим                |
| Эдуард Чекмазов              | Вячеслав             |
| Валерий Иваков               | Игорь                |
| Алексей Агопьян              | Гарик                |
| Ольга Хохлова                | жена Гарика          |
| Наталья Коренная             | Елена                |
| Влад Канопка                 | Федя                 |
| Анна Фёдорова                | Катя                 |
| Ирина Бякова                 | администраторша      |
| Александра Шевченко          | ассистентка          |
| Наталья Громушкина           | Оригинальная         |
| Алиса Признякова             | Деловая              |
| Ольга Озерная                | Добрая               |
| Наталья Цветкова             | Спортивная           |
| Александра Афанасьева-Шевчук | Марина               |
| Александр Адабашьян          | художник по костюмам |
| Ольга Онищенко               | паспортистка         |
| Леся Кудряшова               | врач-гинеколог       |
| Николай Клименко             | Коля                 |

## Съёмочная группа
- Автор сценария: Елена Райская по рассказам Валентина Черных
- Режиссёр: Станислав Митин
- Оператор: Александр Шубин
- Художник-постановщик: Владимир Донсков
- Продюсер: Екатерина Иванова

## Фестивали и награды
- 2011 — участие в кинофестивале Киношок[1].
- 2012 — выдвижение в номинациях «Продюсер», «Режиссёр-постановщик» и «Актриса» на международном телекинофоруме «Вместе»[3].